# 1986 en jeu vidéo
Cet article présente les faits marquants de l'année 1986 concernant le jeu vidéo.

## Événements
- Sega lance la Master System aux États-Unis en juin.
- Nintendo sort le Famicom Disk System (un add-on pour la Famicom), seulement au Japon.
- Activision rachète Gamestar Software
- Sinclair Research Ltd. est racheté par Amstrad
- Création de sociétés : Acclaim, Codemasters, Majesco, Ubisoft, Bethesda Softworks, Infomedia.

## Principales sorties de jeux
- 21 février : sortie de The Legend of Zelda, jeu qui aura de nombreuses suites, et devient le premier jeu à dépasser la barre du million d'exemplaires vendus[précision nécessaire].
- 27 mai : Dragon Quest d'Enix sort sur NES au Japon, le jeu devient rapidement un phénomène de société.
- 3 juin : sortie de Super Mario Bros. 2 de Nintendo sur Famicom Disk System au Japon, connu en Occident sous le titre Super Mario Bros.: The Lost Levels.
- 6 août : sortie de Metroid sur NES au Japon.
- 1er novembre : sortie au Japon de Alex Kidd in Miracle World sur Master System.
- 18 décembre : sortie de Kid Icarus sur NES au Japon.
- Taito sort Arkanoid et Bubble Bobble, qui connaitront de nombreuses suites.
- International Karate d'Archer MacLean sort sur Commodore 64.
- Defender of the Crown, premier jeu de Cinemaware, sort sur Amiga 1000 aux États-Unis
- Karate de Gasoline Software sort sur Oric.

## Récompenses
Tilt d'or 1986
- Meilleur logiciel d'action (ex aequo) : Billy la Banlieue de Loriciels et Knightmare de Konami
- Meilleur logiciel de combat : The Way of the Tiger de Gremlin Graphics
- Meilleur jeu d'aventure/action : Crafton et Xunk de ERE Informatique
- Meilleur jeu d'aventure policière (ex aequo) : L'affaire Vera Cruz de Infogrames et Meurtre sur l'Atlantique de Cobrasoft
- Meilleur logiciel de stratégie : Elite de Ian Bell et David Braben
- Meilleur logiciel de simulation (combat sous-marin) : Silent Service de MicroProse
- Meilleure simulation (vol spatial) : Orbiter de Spectrum Holobyte
- Meilleur logiciel de simulation sportive : Mean 18 de Microsmiths
- Meilleur logiciel éducatif : Vie et mort des dinosaures de Infogrames
- Meilleur graphisme : The Pawn de Magnetic Scrolls
- Meilleure animation : Cauldron II de Palace Software
- Meilleure interactivité : Alter Ego de Activision
- Logiciel le plus original : Little Computer People de Activision